# Chondrone
Le chondrone est l'unité structurale, fonctionnelle, métabolique du cartilage hyalin.
Il permet la protection des chondrocytes face aux forces de pression  et de cisaillement subies par le cartilage : il permet donc d'éviter la dégénérescence prématurée du cartilage (comme l'arthrose).
Il est composé du chondrocyte, de l'espace péricellulaire et de la capsule (fibres de collagène, aussi appelée panier fibreux ).
La matrice extracellulaire avoisinante forme une zone péricellulaire très riche en collagène de type VI et XI.
Le chrondrone a pour mission de transmettre les contraintes mécaniques entre la matrice extracellulaire et les chondrocytes (cellules du cartilage). Il joue également un rôle de revêtement cellulaire des chondrocytes avec les intégrines (protéines).